# My Hydrae
My Hydrae (μ Hydrae, förkortat My Hya, μ Hya) som är stjärnans Bayerbeteckning, är en ensam stjärna belägen i den mellersta delen av stjärnbilden Vattenormen. Den har en skenbar magnitud på 3,83 och är synlig för blotta ögat där ljusföroreningar ej förekommer. Baserat på parallaxmätning inom Hipparcosuppdraget på ca 13,9 mas, beräknas den befinna sig på ett avstånd på ca 234 ljusår (ca 72 parsek) från solen.

## Egenskaper
My Hydrae är en orange till röd jättestjärna av spektralklass K4 III och är en stjärna som har förbrukat förrådet av väte i dess kärna. Den har en radie som är ca 45 gånger större än solens och utsänder från dess fotosfär ca 332 gånger mera energi än solen vid en effektiv temperatur av ca 4 000 K.
My Hydrae A är en misstänkt variabel stjärna, med en magnitud som varierar med ca 0,03 enheter.